# Amtsschreiber
Amtsschreiber oder Amtschreiber ist eine historische Berufsbezeichnung. Sie war auch gebräuchlich unter der lateinischen Bezeichnung scriba in praefectura. Grimm empfiehlt die Schreibweise Amtschreiber.
Die Berufsbezeichnung fand schon im 16. Jahrhundert Verwendung und bezeichnete oft Beamte, die in Amtsverwaltungen der Herzöge, Grafen oder städtischen, kirchlichen oder Landesverwaltungen – in unteren oder mittleren Funktionen – das Schreiben von Dokumenten, das Protokollieren und die Mitschriften amtlicher Vorgänge übernahmen. Die Schriftstücke wurden meist in Deutscher Kanzleischrift verfasst.
Als Amtschreiber wurden auch Schriftführer einer Zunft, Amtsleiter einer Gemeinde, Verwaltungsbeamte oder Beamte im Finanz- und Steuerwesen bezeichnet. Synonym wurde auch die Bezeichnung Ambachtsschreiber verwendet.

„»Heit dr ghört, was dr Herr Pfarrer so schön Euch gseit het? Ich loset, was dr Amtschreiber Euch wird ablesen u de heit drei Finger vo dr rechte Hand uf u säget mr de nache, was i-n-ech vorsäge. Herr Amtschreiber, leset ab!« Derselbe war ein spitzes, mageres Männchen, das der Landvogt fast in die Kuttentäsche hätte stoßen können, wenn die Nase nicht gewesen wäre, denn die war gar lang und spitz und recht gemacht, für sie in alles zu stecken.“

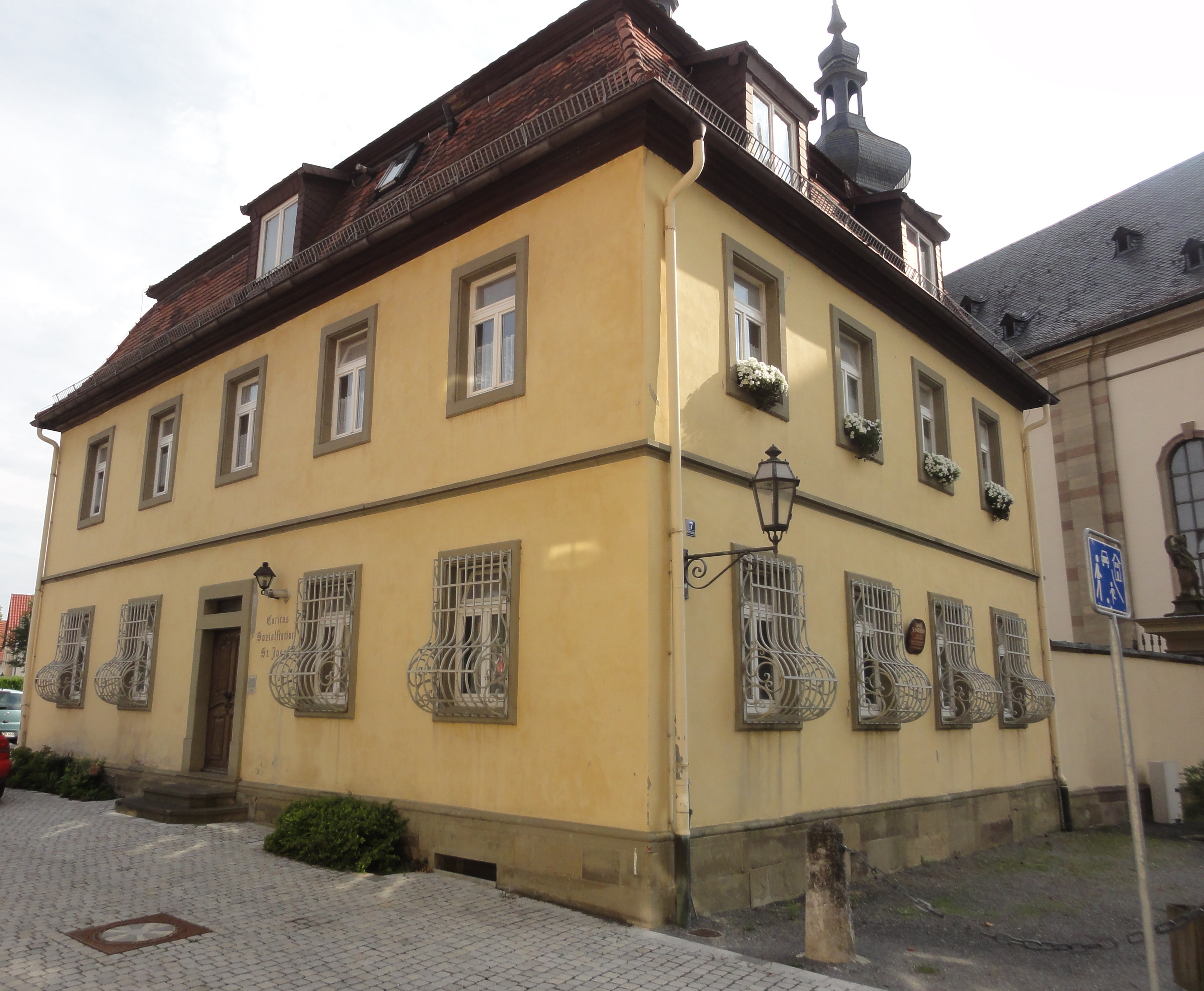
Amtsschreiberei Grafenrheinfeld 2

Wie die Auflistung der Personen mit diesem Beruf in der Deutschen Nationalbibliothek zeigt, waren Amtschreiber oft Männer, die ein Studium absolviert hatten oder aus adeligem Hause kamen. Eine Anstellung als Amtschreiber konnte als Broterwerbsstelle bei höheren Interessen dienen, wenn diese nicht zu einem ausreichenden finanziellen Auskommen führten. Teilweise wurden dem Amtschreiber ein Wohnraum im Amt zur Verfügung gestellt. Die Position konnte zu weiterem Aufstieg genutzt werden.
Bekannte Persönlichkeiten, die eine solche Position innehatten waren: Conrad Bodenstab, Johann Friedrich von Kaufmann, Johann Christian Niemeyer, Johann Georg Rachals, Johann Wilhelm Reinbeck und Caspar Tryller.
In einigen historischen Gebieten und deutschen Teilstaaten, beispielsweise im Herzogtum Braunschweig-Lüneburg, war der Amtschreiber nicht nur ein bloßer Schreiber, sondern ein Kollege des Amtmannes. Aus diesem Grund wurde er in französischer Sprache als „Second Bailli“ bezeichnet.
Adelung erläutert: „An noch andern Orten hat der Amtsschreiber es bloß mit den Frohndiensten eines Amtes zu thun, und alsdann ist die Amtsschreiberēy, theils seine Stelle, theils der ihm angewiesene Bezirk, theils endlich auch der Ort seiner Expedition.“
Eine spezielle Funktion übernahmen die Amtsgerichtsschreiber oder Gerichtsschreiber, die den Schriftverkehr und die Mitschriften bei gerichtlichen Angelegenheiten übernahmen.
In der Schweiz findet die Bezeichnung Amtschreiberei weiterhin Verwendung.

## Sonstiges
- Der Protagonist des Freischütz ist ein Amtschreiber.
- Eine Komödie von Hermann Wagner trägt den Titel Der Amtsschreiber.[7]